# Juan Luque de Serralonga
Juan José Luque de Serrallonga (né le 31 mai 1882 - mort le 18 juillet 1967) était un joueur et manager de football mexicain et espagnol.

## Biographie
Né à Gérone en Espagne, il passe la majeure partie de sa carrière à Cádiz CF – alors connu sous le nom de Español de Cádiz –, où il devient connu sous le nom de « Juanito Luque » dû à sa relative petite taille, il mesure 1,69 m. Il a aussi joué pour FC Séville en 1915 et 1916
En juillet 1928, Luque de Serrallonga émigre d'Espagne au Mexique. Il devient l'entraîneur principal de l'équipe nationale mexicaine en janvier 1930 et dirige l'équipe lors de la Coupe du monde de football 1930 en Uruguay. Plus tard, il devient entraîneur du club mexicain CD Veracruz, avec lequel il remporte le championnat national lors de la saison 1949-1950. Il meurt en 1967 à 85 ans.